# 塔姆卢克
塔姆卢克（Tamluk），是印度西孟加拉邦Medinipur县的一个城镇。总人口45826（2001年）。

## 人口
该地2001年总人口45826人，其中男性23686人，女性22140人；0—6岁人口4863人，其中男2472人，女2391人；识字率77.39%，其中男性为82.62%，女性为71.80%。